# Ladislav Novák
Ladislav Novák (5 de desembre, 1931 - 21 de març, 2011) va ser un futbolista txecoeslovac que jugava de defensa i més tard entrenador de futbol.
Fou internacional amb la selecció de futbol de Txecoslovàquia, amb la qual disputà tres Mundials els anys 1954, 1958 i 1962 a Xile on assolí la segona posició. En total fou 75 cops internacional amb la selecció.
Pel que fa a clubs, defensà els colors del Dukla Praha.
Com a entrenador dirigí tant el Dukla Praha com la selecció de Txecoslovàquia.